# Siloca monae
Siloca monae är en spindelart som beskrevs av Alexander Petrunkevitch 1930. Siloca monae ingår i släktet Siloca och familjen hoppspindlar. Inga underarter finns listade i Catalogue of Life.